# Брат 2: Обратно в Америку
«Брат 2: Обратно в Америку» — компьютерная игра в жанре приключенческого боевика от первого лица. Является первой игрой по российскому кинофильму. Была разработана и выпущена 21 ноября 2000 года компанией «Руссобит-М» для платформы Windows (95, 98 и 2000). Является продолжением фильма со схожим названием.
«Брат 2: Обратно в Америку» была воспринята критиками довольно неважно; в рецензиях отмечались слабая графика и баги.

## Игровой процесс

Игровой процесс «Брат 2: Обратно в Америку». Сверху показывается инвентарь игрока, а справа посередине — шкала его выносливости

«Брат 2: Обратно в Америку» — action-adventure с видом от первого лица. Обозреватели также отнесли игру к шутерам от первого лица. В игре всего семь уровней. Перед началом каждого показывается тот или иной отрывок из оригинального фильма. У главного героя игры есть с собой MP3-плеер, сотовый телефон, с помощью которого можно выманить охранника, и пейджер. Данила имеет шкалу выносливости. Если полоска шкалы станет красной, то герой начнёт замедляться. Игроку нужно сражаться с охранниками и прочими врагами. Каждый вражеский выстрел при этом смертелен для Данилы. Только на первом уровне в виде оружия используется сабля, а уже на втором Данила должен изобрести самострел из досок, труб, гвоздей и спичек, который годится только на один выстрел. Позднее, Данила находит пистолет без патронов вместе с радаром. На третьем уровне, складе, главный герой обнаружит пули для пистолета, которыми будет пользоваться до самого конца игры. Некоторые элементы в игре прорисованы довольно отчётливо (например: плакаты, рисунки и документы).

## Сюжет
Сюжет игры является продолжением фильма «Брат 2». Главный герой игры из одноимённого фильма — Данила Багров, узнаёт, что его брата Виктора Багрова украла американская мафия. Данила решает вернуться в Америку, чтобы спасти своего брата. Он заходит в музей, где встречает раненого музейного сторожа, с которым был знаком. Последний перед тем, как умереть, попросил его позвонить Илье и подсказал ему его номер телефона. Данила, взяв нож убитого, начинает отрубать головы всем охранникам, затем покидает музей через подземный вход. 
В Америке Данила сначала отправился в чикагский торговый комплекс, узнав, что он принадлежит самому Ричарду Мэннису (в игре назван Миносом) — главному антагонисту фильма. Пробравшись в торговый комплекс, главный герой проникает через вентиляцию к комнате одного из подчинённых Ричарда Мэнниса. В комнате Мэннис сказал подчинённому, что бандиты отвезли Виктора Багрова на склад. Данила приехал туда, чтобы спасти брата, но его там не оказалось. Пройдя в административное здание склада, Данила решает заминировать и взорвать его. 
После взрыва склада на место преступления приехала местная полиция и забрала главного героя в полицейский участок. Ему удаётся сбежать оттуда, после чего он пробирается на автостоянку, угоняет одну из полицейских машин и скрывается в квартале Чикаго — Гарлеме. Через некоторое время бандиты Мэнниса выследили Данилу. Багров пробирается в здание, поднимается на третий этаж и в одной из квартир спускается по пожарной лестнице вниз. Оторвавшись от бандитов, Данила решает зайти в клуб, чтобы получить информацию о Викторе. В это же время в клубе оказывается и сам Мэннис. 
Зайдя в служебное помещение, главный герой подслушивает разговор между Мэннисом и его подручным. Бизнесмен жаловался, что вложил в этот клуб много денег и ждёт увеличения доходов. Также Мэннис заявил о «сумасшедшем русском», имея в виду Данилу, который ищет своего брата. Затем Данила в очередной раз пробирается в офис управляющего и расспрашивает у него, где скрывается Мэннис. Управляющий отдаёт ему деньги и отвечает, что Мэннис всё ещё находится у себя в здании. Под конец игры, когда Данила уже нашёл Виктора и убил Мэнниса, он в очередной раз заявляет, что сила в правде, а не в деньгах (для озвучки использовалась аудиодорожка фильма). В итоге Данила освобождает своего брата.

## Разработка и выпуск
Игра разработана и выпущена компанией «Руссобит-М» при поддержке «СТВ». Идея создания «бродилки» родилась ещё после выхода первой части картины, но тогда «что-то не сложилось». Её автором выступил один из сотрудников «СТВ» — Виталий Бардалим. Разработка игры заняла у компьютерной компании около семи месяцев, в течение которых создателям пришлось поменять три варианта сценария. В игре также отсутствует кровь. Создатели игры объяснили это тем, что им «надоело насилие».
21 ноября 2000 года в московском клубе «Республика Бифитер» прошла презентация игры, на которой присутствовали Сергей Бодров-младший и лидер группы «Смысловые галлюцинации» Сергей Бобунец. В качестве саундтрека было решено использовать всего 4 композиции из фильма: три песни группы «Би-2» — «Полковнику никто не пишет», «Счастье» и «Варвара», а также песню группы «Смысловые галлюцинации» «Вечно молодой».

## Оценки
| Сводный рейтинг       | Сводный рейтинг |
| Агрегатор             | Оценка          |
| --------------------- | --------------- |
| «Критиканство»        | 35/100          |
| Русскоязычные издания |                 |
| Издание               | Оценка          |
| Absolute Games        | 35/100          |
| «НИМ»                 | 6,5/10          |

Владимир Веселов из «Навигатора игрового мира» в своём обзоре на игру обратил внимание на слабую графику, отметив то, что таковая она из-за особенностей движка. Однако благодаря этому стоимость игры остаётся низкой и в неё можно поиграть на маломощных компьютерах. Учитывая, что это первая видеоигра по отечественному фильму, он оценил «Брат 2: Обратно в Америку» в 6,5 баллов. Веселов считает, что «эта игра создана для фанатов кинофильма, все остальные напрасно будут искать в ней что-то для себя». По словам Владимира, сам Сергей Бодров, исполнитель роли Данилы Багрова, пробовал играть в эту игру:

«…Мне довелось увидеть, как Данила (он же Сергей Бодров) попытался пройти первый эпизод игры „Брат-2“. Именно попытался, потому как довольно быстро появилась надпись: „Миссия провалена“. Данила чертыхнулся, сказал что-то вроде: „В жизни всё гораздо проще“…»— Владимир Веселов, «Навигатор игрового мира», 2001 г.
Александр Тюрин из журнала «Если» в своём обзоре пожаловался на то, что враги главного героя «не обращают на него внимания», и то, что убить их очень легко. NomaD с сайта AG.ru поставил игре всего 35 из 100. В рецензии отмечались крайне плохая графика, «чрезвычайно сложный и неудачный игровой процесс», а также многочисленные баги.